# Thamnobryum parvulum
Thamnobryum parvulum är en bladmossart som beskrevs av R. S. Chopra 1977. Thamnobryum parvulum ingår i släktet rävsvansmossor, och familjen Neckeraceae. Inga underarter finns listade i Catalogue of Life.